# Hugh H. Young

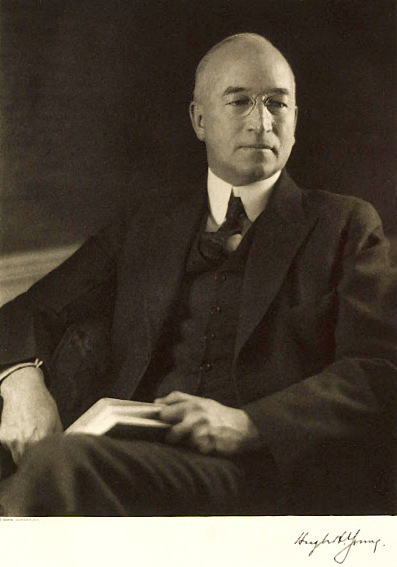
Hugh Hampton Young, publicado em um livro de retratos, Johns Hopkins, 1922

Hugh Hampton Young (18 de setembro de 1870—23 de agosto de 1945) foi um cirurgião, urologista e pesquisador estadunidense.

## Histórico
Nascido em San Antonio, Texas, formou-se pela Universidade da Virgínia em 1891 depois de obter os graus de BA, MA e MD em apenas quatro anos. Em 1895, começou a lecionar no Johns Hopkins Institute e em 1897, passou a chefiar o departamento de urologia, com apenas 27 anos de idade. Permaneceria ali a maior parte da vida, até 1940.

## Realizações
Entre as contribuições de Young para o campo da medicina estão várias invenções e descobertas, relativas principalmente à cirurgia. Uma destas inovações foi a agulha-bumerangue (boomerang needle), um tipo de agulha cirúrgica desenhada para trabalhar em incisões profundas. Também inventou um dispositivo conhecido como Young punch, um instrumento usado em procedimentos de prostatectomia. Ele e seus associados descobriram o antisséptico merbromina, mais popularmente conhecido por Mercurocromo, um de seus nomes comerciais. Young é também creditado por ter feito a primeira prostatectomia perineal radical, uma operação para remoção de câncer de próstata.
Em acréscimo ao seu trabalho médico pioneiro, Young tinha um interesse pessoal no florescente campo da aviação e presidiu um comitê para planejar o que agora é conhecido como o Aeroporto Internacional Baltimore-Washington, que na época era denominado "Friendship Airport". Foi também atuante em assuntos comunitários e ficou conhecido por ter apoiado Albert Cabell Ritchie, um político de Maryland, pré-candidato à presidência em 1932, mas que perdeu a indicação para Franklin Delano Roosevelt na convenção em Chicago do Partido Democrata, onde Young estava entre os delegados.
Young escreveu uma autobiografia intitulada Hugh Young, a surgeon's autobiography (publicada por Harcourt, Brace & Company em 1940) bem como vários textos sobre urologia. Morreu em 1945 e seu corpo está sepultado no Druid Ridge Cemetery, em Baltimore, Maryland.